# Aree naturali protette del Friuli-Venezia Giulia
Elenco delle aree naturali protette del Friuli-Venezia Giulia.

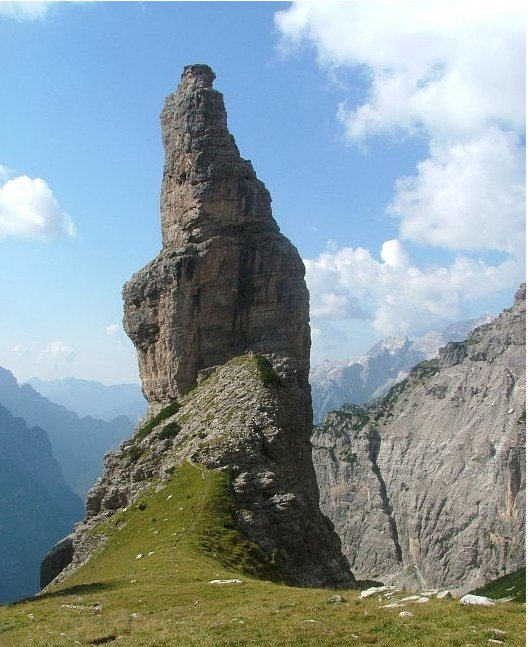
Il Campanile di Val Montanaia

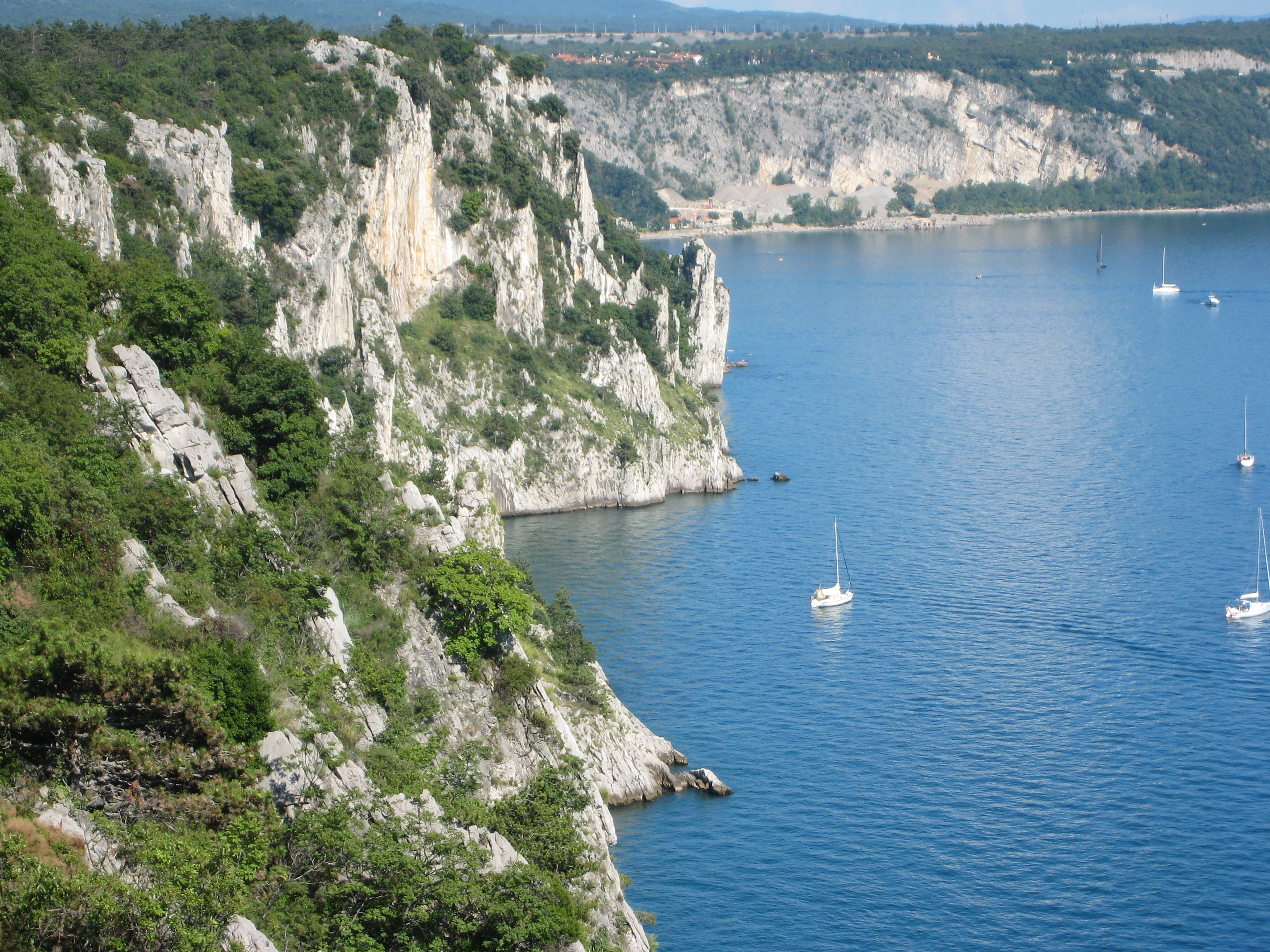
Le Falesie di Duino

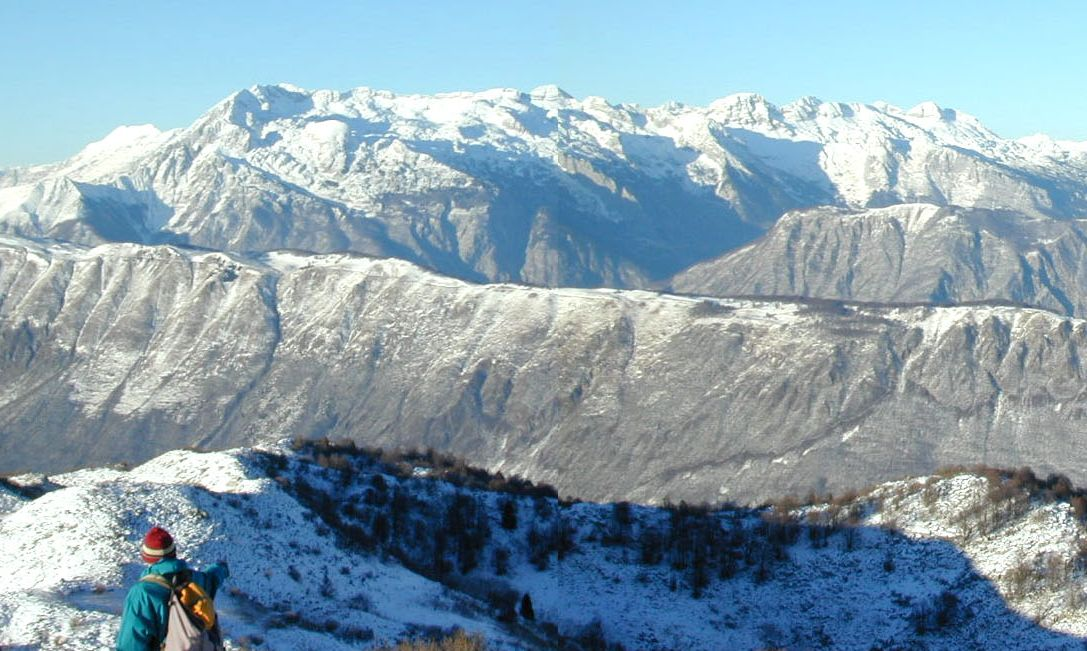
Il Monte Canin

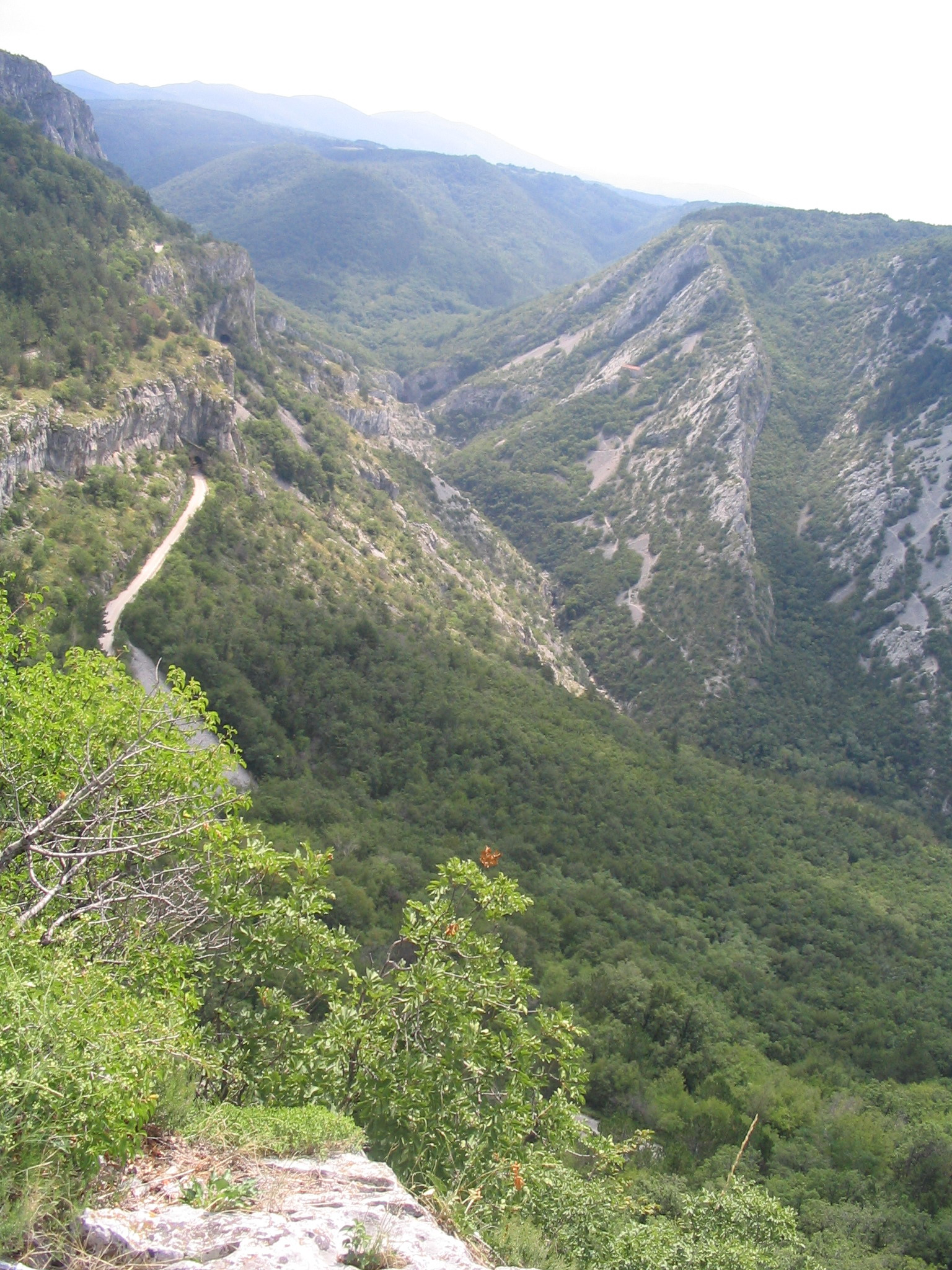
La Val Rosandra

## Riserve statali
- Riserva naturale Cucco
- Riserva naturale Rio Bianco

## Parchi regionali
- Parco naturale delle Dolomiti Friulane
- Parco naturale delle Prealpi Giulie

## Riserve regionali
- Riserva naturale delle Falesie di Duino
- Riserva naturale della Foce dell'Isonzo
- Riserva naturale Foci dello Stella  riservenaturali.maranolagunare.com,  https://web.archive.org/web/20070421061809/http://www.riservenaturali.maranolagunare.com/ (archiviato dall'url originale il 21 aprile 2007).
- Riserva naturale Forra del Cellina
- Riserva naturale dei Laghi di Doberdò e Pietrarossa
- Riserva naturale del Lago di Cornino
- Riserva naturale del Monte Lanaro
- Riserva naturale del Monte Orsario
- Riserva naturale della Val Rosandra
- Riserva naturale Valle Canal Novo  riservenaturali.maranolagunare.com,  https://web.archive.org/web/20070421061809/http://www.riservenaturali.maranolagunare.com/ (archiviato dall'url originale il 21 aprile 2007).
- Riserva Naturale della Valle Cavanata
- Riserva naturale della Val Alba

## Aree marine protette
- Riserva naturale marina di Miramare nel Golfo di Trieste

## Altre aree protette
Con la Legge 42/96 si è stabilita la tutela di aree di modeste estensioni come biotopi, ossia habitat delicati e localizzati prevalentemente in zone umide: torbiere, paludi, risorgive, stagni. Al 1998 erano già stati individuati 16 biotopi a cui se ne sono aggiunti altri nel corso degli anni.
Non inclusi nell'EUAP
- Biotopo dell'Acqua Caduta
- Biotopo laghetti delle Noghere
- Biotopo magredi di San Canciano
- Biotopo magredi di San Quirino
- Biotopo palude del Fiume Cavana
- Biotopo palude di Cima Corso
- Biotopo palude di Fontana Abisso
- Biotopo palude di Fraghis
- Biotopo paludi del Corno
- Biotopo prati della piana di Bertrando
- Biotopo prati del Lavia
- Biotopo prati di Col San Floreano
- Biotopo prati umidi dei Quadris
- Biotopo risorgive di Codroipo
- Biotopo risorgive di Flambro
- Biotopo risorgive di Schiavetti
- Biotopo risorgive di Virco
- Biotopo risorgive di Zarnicco
- Biotopo roggia Ribosa di Bertiolo e Lonca
- Biotopo Selvuccis e Prat dal Top
- Biotopo torbiera Cichinot
- Biotopo torbiera di Borgo Pegoraro
- Biotopo torbiera di Casasola
- Biotopo torbiera di Curiedi
- Biotopo torbiera di Groi
- Biotopo torbiera di Lazzacco
- Biotopo torbiera di Pramollo
- Biotopo torbiera di Sequals
- Biotopo torbiera Scichizza
- Biotopo torbiera Selvote